# 일각대

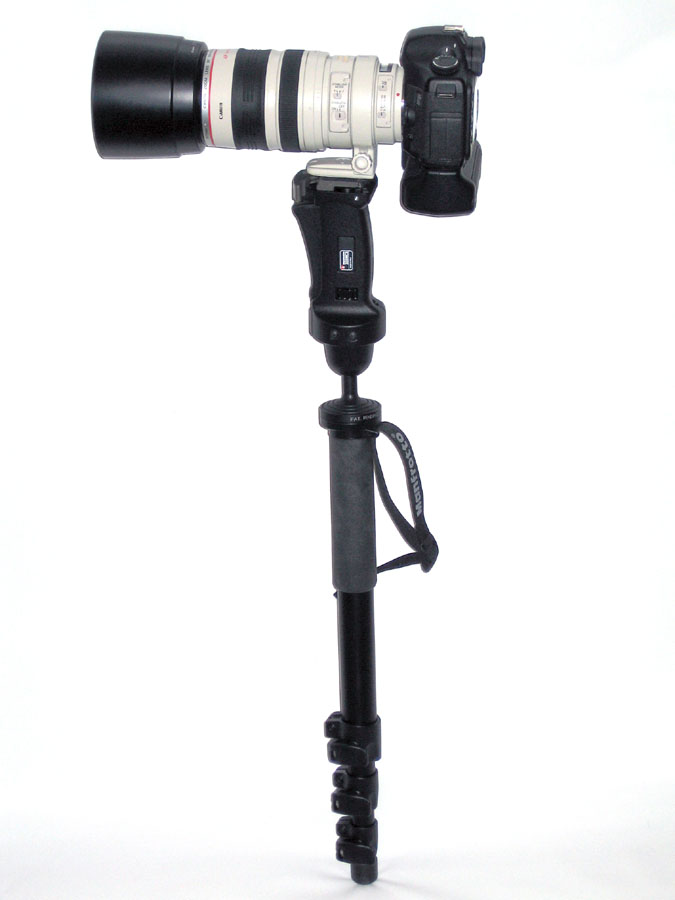
일각대에 장착된 카메라 및 망원 렌즈

일각대, 모노포드(monopod), 유니포드(unipod)는 현장에서 사진기, 쌍안경, 소총 또는 기타 정밀 기기를 지원하는 데 사용되는 단일 지팡이 또는 기둥이다.

## 카메라 및 영상 용도
모노포드를 사용하면 스틸 카메라를 더욱 안정적으로 고정할 수 있으므로 사진가는 느린 셔터 속도 및 더 긴 초점 거리의 렌즈를 사용하여 선명한 사진을 촬영할 수 있다. 비디오의 경우 카메라 흔들림이 감소하므로 대부분의 작은 무작위 움직임이 발생한다. 모노포드는 기존 삼각대보다 운반이 쉽고 설치가 빠르므로 OTG(이동 중) 사진 촬영에 적합하다. OTG 사진작가는 무겁고 부피가 큰 삼각대를 가지고 다닐 수 없으며, 촬영할 사진이 나올 때 복잡한 삼각대를 설치할 시간이 없다. 간단한 모노포드는 휴대가 쉽고 설치가 쉬우며 사진작가가 현재 상황을 활용할 수 있도록 하는 동시에 선명하고 선명한 이미지를 캡처할 수 있는 카메라 지원을 제공한다. 모노포드가 선호되는 상황의 예로는 긴 렌즈의 안정성을 극적으로 높일 수 있는 야생 동물 및 스포츠 사진, 특히 황금 시간대 주변의 여행 사진, 특히 곤충 등을 촬영할 때 야외 매크로 사진이 있다.
단독으로 사용하면 세로축의 카메라 흔들림을 제거한다. 큰 물체에 기대어 사용하면 양각대가 형성된다. 이는 또한 수평 움직임을 제거할 수도 있다.
삼각대와 달리 모노포드는 카메라를 독립적으로 지원할 수 없다. 스틸 카메라의 경우 사용할 수 있는 셔터 속도가 제한된다. 여전히 손으로 잡는 것보다 더 긴 노출이 가능하며 삼각대보다 휴대하고 사용하기가 더 쉽다. 삼각대보다 안정성이 낮기 때문에 모노포드는 조명이 매우 낮은 사진(예: 야간)에서 좋은 이미지를 얻으려고 할 때 어려움을 겪을 수 있으며, 빛의 궤적이나 심도가 깊은 풍경을 촬영하는 등 100% 안정적인 카메라가 필요한 촬영을 할 때 어려움을 겪을 수 있다.
많은 모노포드는 "벨트포드"로도 사용될 수 있다. 즉, 모노포드의 발이 사진가의 벨트나 엉덩이 위에 놓일 수 있다는 의미이다. 이는 일반적으로 카메라가 신체에 대해 움직이지 않도록 하여 더 선명한 사진을 찍기 위해 셀카에 사용된다.
특수 어댑터를 사용하면 모노포드를 "가슴받이"로 사용할 수 있다. 즉, 이제 발이 사진작가의 가슴 위에 놓이게 된다. 그 결과 카메라는 손으로만 잡는 것보다 더 안정적으로 잡히고(발이 땅에 닿을 때만큼 안정적이지는 않지만) 카메라/모노포드는 완전히 이동하여 사진 작가의 움직임에 따라 이동한다. 이 기술은 사진가가 피사체와 함께 움직여야 하는 비디오 촬영에 널리 사용된다. 1인칭 장면이며 특히 장애인 사진작가에게 유용하다.

## 같이 보기
- 양각대
- 삼각대